# Homer vs. Patty and Selma
Homer vs. Patty & Selma, llamado Homer contra Patty y Selma en España y Homero contra Patty y Selma en Hispanoamérica, es un capítulo perteneciente a la sexta temporada de la serie animada Los Simpson, emitido originalmente el 26 de febrero de 1995. El episodio fue escrito por Brent Forrester y dirigido por Mark Kirkland. Mel Brooks y Susan Sarandon fueron las estrellas invitadas.

## Sinopsis
Homer decide invertir económicamente en calabazas, ya que se acercaba Halloween. Sin embargo, pensando que el récord de ventas se daría en enero, decide no venderlas en octubre, lo que lo lleva a perder todo su capital, ya que en enero no vende ninguna. En bancarrota, Homer intenta pedir un préstamo, pero no se lo otorgan. Mientras tanto, Patty y Selma son ascendidas en su trabajo en el Registro de Vehículos con Motor. Como última alternativa, Homer les pide dinero a sus cuñadas. Ellas aceptan, pero a cambio viven torturando a Homer, obligándolo a darles masajes y a estar a su servicio todo el tiempo. Poco tiempo después, Marge descubre que Homer le había pedido dinero prestado a sus hermanas. 
Para ganar dinero y pagar sus deudas, Homer decide trabajar como chófer, pero un día el Jefe Wiggum lo detiene y descubre que no tenía licencia para conducir. Cuando va al Registro de Vehículos con Motor, es atendido por Patty y Selma, quienes son muy injustas con él y lo hacen fallar su examen. Para celebrar el fracaso de Homer, Patty y Selma encienden unos cigarrillos, pero son sorprendidas por su jefa, quien les dice que no se podía fumar en el local y que su irresponsabilidad les podría costar su futuro ascenso. Homer se burla de ellas, pero luego, al mirar a una afligida Marge, para complacerla, toma los dos cigarrillos y simula ser el que fumaba. Luego de esto, la jefa se disculpa con Patty y Selma y abofetea al patriarca. Finalmente, las gemelas le agradecen a Homer por haberlas salvado y, a cambio de su favor, le perdonan la deuda.
Mientras tanto, Bart es forzado a tomar clases de ballet por no llegar a tiempo al día de elección deportiva de la escuela. Aunque al principio lo aborrecía, con el tiempo comienza a gustarle hasta convertirse en un excelente bailarín. Un día, en la escuela se realiza un acto de ballet, y Bart sería el único varón que formaría parte de los bailarines. Para evitar ser golpeado por sus compañeros, Bart decide presentarse encapuchado, pero al final, debido a la admiración y aceptación de los demás niños presentes, revela su identidad. Jimbo, Nelson y los bravucones comienzan a perseguirlo para pegarle, pero el niño termina cayendo en una zanja, lastimándose, pero ganándose la admiración de Lisa.